# Genyorchis micropetala
Espèce
Synonymes
- Bulbophyllum micropetalum Lindl.[1] [2]
- Genyorchis micropetala (Lindl.) Schltr. (Lindl.) Schltr. (préféré par UICN)[2]
- Phyllorchis micropetala (Lindl.) Kuntze[1]
- Phyllorkis micropetala (Lindl.) Kuntze[1]
- Polystachya micropetala (Lindl.) Rolfe[1]

Statut de conservation UICN

 EN B2ab(iii) : En danger
Genyorchis micropetala (Lindl.) Schltr. est une espèce de plantes à fleurs de la famille des Orchidaceae (les orchidées) et du genre Genyorchis.

## Habitat et distribution
Genyorchis micropetala est une plante tropicale qui se développe dans les forêts montagnardes (1 300-1 800 m) au Cameroun et en Guinée équatoriale sur l'île de Bioko.

## Statut
Sur la liste rouge de l'UICN, Genyorchis micropetala est une plante classée en danger. En effet, son habitat est détruit à cause de l'expansion de l'agriculture.